# فرمان نادرشاه در بنیاد ماتندران ارمنستان
فرمان نادرشاه در خصوص مالیات‌های بازرگانی ارمنستان یک سند خطی از دوره افشاریه است که در بنیاد دست‌نوشته‌های کهن ماتِناداران ارمنستان نگهداری می‌شود. متن سند یک فرمان حکومتی به زبان فارسی است که توسط نادرشاه افشار بنیان‌گذار سلسله افشاریه صادر شده است. این دستور به درخواست بازرگانان ارمنی اهل منطقه آگولیس در جمهوری آذربایجان کنونی) و در بازه زمانی ۱۷۴۲ تا ۱۷۴۳ تقریر شده است. متن این سند به خط شکسته نستعلیق نوشته شده است. این فرمان به مالیات‌های وضع شده بر این بازرگانان ارمنستان و سوء استفاده مقامات نادرشاه می‌پردازد. اهمیت این سند به دلیل بازتاب بافت تاریخی و شرایط اقتصادی در امپراتوری نادرشاه در مناطق تحت حاکمیت افشاریه به ویژه در ارمنستان و آذربایجان کنونی است. در حال حاضر این فرمان با کد اختصاصی «Matenadaran, folio 1g, doc. 1288» در این بنیاد نگهداری می‌شود.

## پیش زمینه
منطقه آگولیس، یک ناحیه ارمنی نشین در استان نخجوان ایران افشاری (جمهوری آذربایجان کنونی) بوده که در تاریخ به دلیل تولید صنایع دستی و ارتباطات تجاری گسترده خود در قرن هفدهم و هجدهم شهرت داشته است و در دوران حکومت نادرشاه عمده تجار این منطقه ارامنه بودند. این منطقه از جمله مناطق مورد منازعه پادشاهی ایران و خلافت عثمانی بود که در سال ۱۷۳۵ در نتیجه جنگ‌های ایران و عثمانی توسط نادرشاه افشار فتح شد. نادرشاه پس از این پیروزی تصمیم گرفت منطقه داغستان (واقع در روسیه کنونی) را فتح کند که به جنگ‌های ۱۷۳۶ تا ۱۷۴۷ منجر شد. طولانی شدن این نبرد باعث افزایش فشار مالیاتی و لغو معافیت‌های بازرگانی در مناطق مرزی با عثمانی شد که با نارضایتی بازرگانان نواحی شمال غرب به خصوص در منطقه آگولیس همراه بود در نتیجه این تغییرات شماری از تجار ارمنی شکوایه‌ای به دربار نادرشاه بردند که منجر به صدور سند مذکور شد.

## فرمان نادرشاه و تجار ارمنی
دو بازرگان ارمنی به نام‌های هوانس و مارتیروس در طی تغییرات اقتصادی نخجوان در اثر جنگ‌های ایران و عثمانی در اواسط قرن هجدهم تصمیم گرفتند دارایی خود را به صومعه سنت توماس منتقل کنند. اسناد آن‌ها، از جمله اسناد خرید و فروش بخشی به زبان‌های ارمنی و فارسی است. جزئیات املاک و املاکی را که ساکنانی که آگولیس را ترک کرده‌اند به صومعه اهدا کرده‌اند. سند مورد بحث توسط نادرشاه در پاسخ به درخواست آنها صادر شده است و یکی از حدود ۱۰۰ سند فارسی مرتبط با این بازرگانان ارمنی است که اطلاعات گسترده‌ای از زندگی و فعالیت آن‌ها در آگولیس و فراتر از آن در خصوص وضعیت اجتماعی و اقتصادی نخجوان ارائه می‌دهد. 
طبق اسناد خانوادگی تجار مورد بحث القاب مهمی مانند عمدةالتجار «رئیس بازرگانان» و رئیس‌النصاری «رئیس مسیحیان» را داشت که نشان دهنده جایگاه برجسته او در میان بازرگانان ارمنی است. هوهانس و مارتیروس هر دو لقب خواجه را داشتند که به بازرگانان ثروتمندی اشاره می‌کرد که اغلب نقش‌های اداری را به عهده داشتند. آنها تجارت را در مسیرهایی انجام می‌دادند که از دغوبایزد و حلب در قلمرو عثمانی و از طریق گنجه، شاکی و قبالا در شرق ماوراء قفقاز می‌گذشت. اسناد مختلف حاکی از آن است که خواجه هوانس دارای مسئولیت‌های اداری از جمله نظارت بر اخذ مالیات دولتی از آگولیس و بیش از ده روستای نخجوان برای محافظت از آنها در برابر اخاذی مالیاتی بوده است. این برادران در آگولیس، ترونیس، وانند و روستاهای مجاور زمین داشتند. علاوه بر این، آنها مالکیت مشترک یک آسیاب، یک کاروانسرا و یک مرکز تولیدی گشنیز داشتند که آنها را اجاره می‌دادند.
این فرمان سیاست‌های اقتصادی افشاریه و شیوه‌های به‌کار گرفته شده برای درآمد و وضع مالیات‌های اضافی بر بازرگانان را روشن می‌کند. اگرچه دستورات نادرشاه برای رسیدگی به این مسائل بود، اما در نهایت نتوانست از وضعیت اسفبار بازرگانان بکاهد. فشار بی وقفه بر دولت برای به حداکثر رساندن درآمد از همه سوژه‌ها، کارایی این احکام را تضعیف کرد و منجر به بی نظمی و خشونت مقامات نادرشاه شد. این فضای استثمار و بی‌ثباتی منجر به ناامیدی قابل توجهی در میان بازرگانان شد و بسیاری را بر آن داشت تا ایران را ترک کنند.

## نگهداری سند
ماتنادارانِ مسروپ ماشتوتس در ایروان از بنیادهای برجسته ارمنستان بشمار می‌رود که به نام ماشتوتس ابداع‌کننده الفبای زبان ارمنی، نامگذاری شده است. در این مجموعه اسناد دیگری به زبان فارسی از دوران ساسانیان تا قاجار نگهداری می‌شود. تعدادی از فرمان‌های دوره قاجار پس از بسته شدن مؤسسه لازاریان در مسکو به ماتناداران در ایروان منتقل شده است.